# We Have to Move On
We Have to Move On is een nummer van de Ierse rockband Inhaler uit 2020. Het was de vierde single van de band.
Waar de vorige single "Ice Cream Sundae" vrij rustig was, laat Inhaler op "We Have to Move On" een iets energieker geluid horen. Het nummer kende nergens hitsucces, maar bereikte wel de 37e positie in de Vlaamse Tipparade.